# Aramengi
Aramengi is een bestuurslaag in het regentschap Lembata van de provincie Oost-Nusa Tenggara, Indonesië. Aramengi telt 695 inwoners (volkstelling 2010).